# Пикалёв, Валерий Иванович
Вале́рий Ива́нович Пикалёв (род. 2 сентября 1968, Выползово, Тверская область) — российский государственный деятель. Руководитель Федеральной таможенной службы Российской Федерации с 14 мая 2024 года. Вице-губернатор — руководитель администрации губернатора Санкт-Петербурга (27 ноября 2019 — 14 мая 2024).

## Биография
Родился 2 сентября 1968 года в посёлке Выползово Тверской области.
С 1986 по 2018 год проходил службу в Вооружённых силах СССР и Российской Федерации.
В 2002 году окончил Санкт-Петербургский университет МВД России.
После окончания университета начал работу в правительстве Ленинградской области в качестве заместителя председателя по безопасности. Являлся заместителем председателя правительства Новгородской области по ЖКХ, ТЭК и строительству.
Валерий Пикалёв был руководителем управления службы безопасности президента России, несущего ответственность за безопасность его резиденции в Новгородской области.
На заседании Законодательного собрания Санкт-Петербурга 27 ноября 2019 года Валерий Пикалёв был назначен на должность вице-губернатора — руководителя администрации губернатора Санкт-Петербурга.
14 мая 2024 года Михаил Мишустин назначил Валерия Пикалёва руководителем Федеральной таможенной службы.

## Награды
- Орден Александра Невского (22 декабря 2022) — за заслуги перед государством и многолетнюю добросовестную работу;[5]
- Знак отличия «За заслуги перед Донецкой Народной Республикой» (10 марта 2024) — за вклад в восстановление Мариуполя[6].